# 판니에트벌거숭이등과일박쥐
판니에트벌거숭이등과일박쥐(Dobsonia pannietensis)는 큰박쥐과에 속하는 박쥐의 일종이다. 파푸아뉴기니의 토착종이다.